# Aïzi
Les Aïzi sont un groupe ethnique du sud de la Côte d'Ivoire. C'est un peuple lagunaire qui vit dans la région des Grands-Ponts (Dabou, Grand-Lahou, Jacqueville).

## Villages
La langue aïzi est parlée dans ces villages:
| nᵒ | nom de village | nom natif (API)  |
| -- | -------------- | ---------------- |
| 1  | Tiebessou      | oɓoɟuma          |
| 2  | Nandibo        | nadibo           |
| 3  | Tiagba         | cagba            |
| 4  | Nigui-Saff     | luɟu             |
| 5  | Nigui-Asseko   | daɟi-da-srɪ      |
| 6  | Atoutou-Kokore | atutu-srɪ-kwre   |
| 7  | Abra           | mubo             |
| 8  | Téfrédji       | gbegbro          |
| 9  | Témié          | camɪ             |
| 10 | Atoutou-Amarou | atutu-srɪ-frɪfrɪ |
| 11 | Koko           | kokoku           |
| 12 | Tabot          | avagu-lacɔ-ji    |